# Gamma (bogstav)
 For alternative betydninger, se Gamma. (Se også artikler, som begynder med Gamma)
Gamma (Γ γ) er det tredje bogstav i det græske alfabet.

## Computer
|   | decimal | hex     | HTML    | Unicode |
| - | ------- | ------- | ------- | ------- |
| γ | &#947;  | &#x3b3; | &gamma; | U+03B3  |
| Γ | &#915;  | &#x393; | &Gamma; | U+0393  |